# Červiňské privilegium
Červiňské privilegium (polsky Przywilej czerwiński) vydaný 23. července 1422 polské szlachtě králem Vladislavem II. Jagellonským na rokoszovém shromáždění v Červiňsku nad Vislou výměnou za pomoc ve válce proti Řádu německých rytířů.
Toto privilegium garantovalo:
- majetkovou nedotknutelnost bez soudního nařízení
- král nesměl razit mince bez souhlasu královské rady
- soudy měly soudit podle psaného práva
- nikdo nemohl být zároveň starostou a zemským soudcem (zásada incompatibilitas, později rozšířená ve stanovách Něšavského statutu na úřady starosty v úřadě kastelána a vojvody)